# Mikhail Rudy
Mikhail Rudy (* 3. April 1953 in Taschkent, UdSSR) ist ein französischer Pianist.

## Leben
Rudy erhielt mit fünf Jahren  Klavierunterricht, den er im Alter von zehn Jahren am Moskauer Konservatorium fortsetzte und dort zweiundzwanzigjährig zum Abschluss führte. 1971 wurde er mit dem Bachpreis und 1975 mit dem Long-Thibaud-Preis ausgezeichnet. 1977 entschloss sich Rudy auf Gasttournee in Frankreich dazu, nicht in sein Heimatland zurückzukehren. Stattdessen ließ er sich schließlich in Paris nieder.
Die Folgejahre waren von Konzerttätigkeit, unter anderem zusammen mit dem Geiger Isaac Stern, dem Cellisten Mstislaw Rostropowitsch und den Dirigenten Herbert von Karajan und Lorin Maazel, geprägt. Im Jahre 2001 wurde Rudy  mit der Aufführung aller vier Klavierkonzerte Sergei Rachmaninows an zwei aufeinanderfolgenden Klavierabenden in Berlin bekannt. Seitdem ist er eine musikalische Partnerschaft mit dem Jazzpianisten Misha Alperin eingegangen, mit dem er auch auf dem Gebiet der Improvisation tätig wurde. 2007 initiierte er eine Lesung von Władysław Szpilmans Autobiografie durch den Schauspieler Peter Guinness, während derer er  Stücke von Frédéric Chopin spielte, die Szpilman selbst im Warschauer Ghetto gespielt hatte, um seine überlebensnotwendige Selbstdisziplin nicht zu verlieren.

## Aufnahmen
- Werke von Sergei Rachmaninow (Prix de l’Academie du Disque Français), Johannes Brahms (Gramophone - Classical Good CD Guide 1999), Dmitri Schostakowitsch (Preis der deutschen Schallplattenkritik), Modest Mussorgski und Richard Wagner, sowie  CD Journey for 2 pianos: Improvisations beyond Jazz, die seine künstlerische Zusammenarbeit mit Misha Alperin dokumentiert. Letztere wurde durch das Magazin Gramophone 2004 als Best Record of the Month ausgezeichnet.